# 格雷伯爵茶

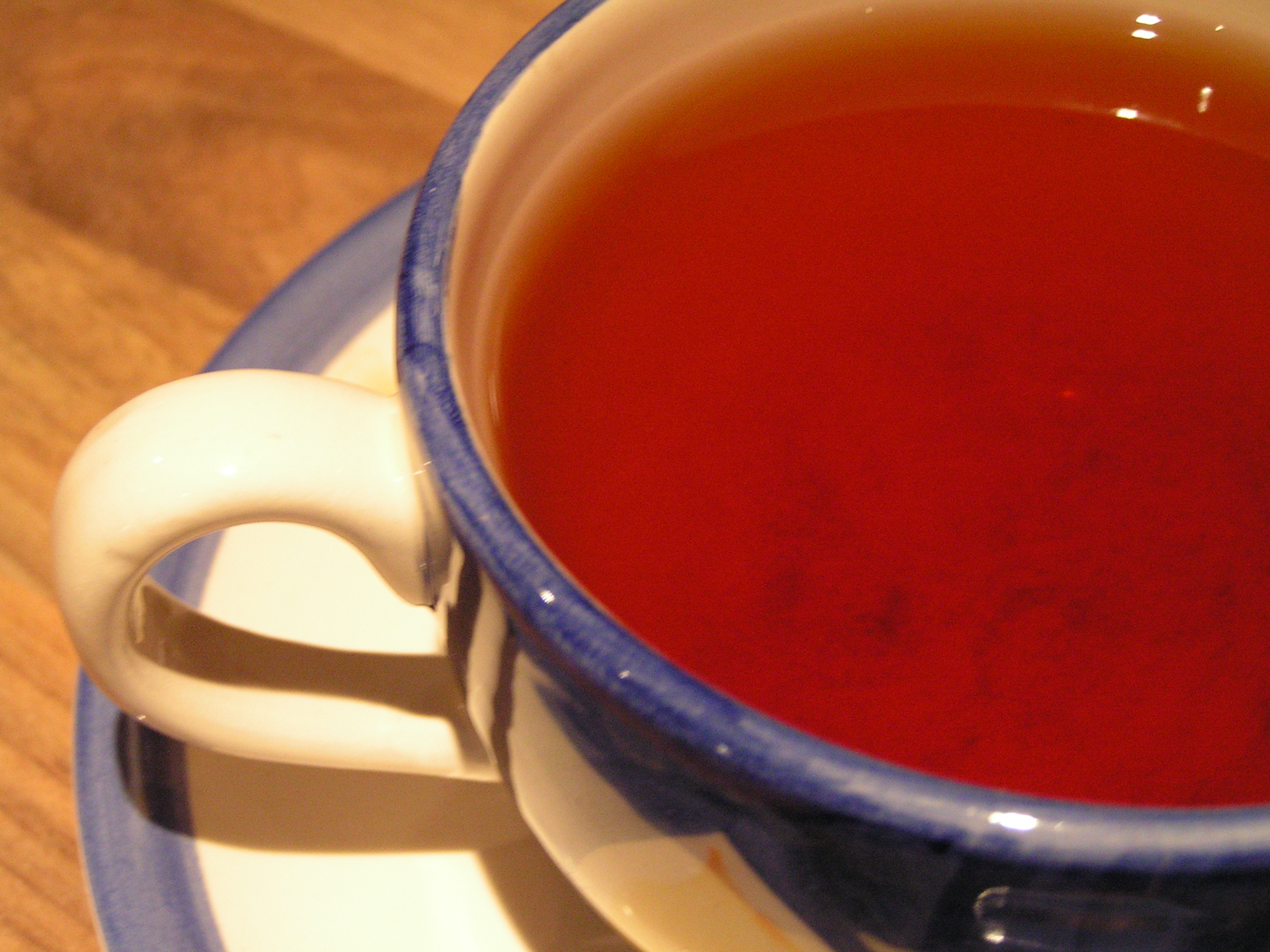
一杯伯爵茶

格雷伯爵茶，常簡稱為伯爵茶，以祁门红茶或正山小种为基底，搭配锡兰红茶，並添加香檸檬精油的一种调味茶。有些以調味油襯托，有些燻香製成伯爵茶，也有直接加入乾燥果皮，風味各異，隨個人口味選擇。格雷伯爵茶是二十世紀流行的调味红茶之一。
香檸檬在中文常誤譯為佛手柑，然而兩者其實是不同的物種。

## 歷史
商行（英語：Twinings）於1831年發明並生產格雷伯爵茶，川宁表示格雷伯爵茶是以十九世纪初英国首相第二代格雷伯爵查爾斯·格雷命名的。据说格雷伯爵茶源于清朝一位福建官員对格雷伯爵的赠礼。当时格雷伯爵收到的礼品茶非常受欢迎，当茶用完後，格雷伯爵要求茶商川宁仿製这种调味茶以供应他的官邸（即唐宁街10号）。然而很多伯爵的访客非常喜欢这款茶，伯爵就会告诉他们在川宁购买格雷伯爵訂製的茶，后来这款调味茶就以他命名。
亦有人懷疑此一故事之真實性，認為香檸檬當時未見於中國，所以此茶飲源于中国人的赠礼似乎是虛構。
也有傳說中英两国间某次航行过程中，公海上出现强烈风暴，弄亂整艘船的货物。货舱中的香柠檬油滲漏出来，意外浸入了茶叶的运输箱。船主格雷伯爵没有丢弃混入香柠檬油的茶叶，反而嘗試冲泡饮用，发现味道很不错，除了茶叶口感改善，柠檬油还去除了长途航程中茶叶產生的霉味。格雷伯爵便将该茶给親友尝试並獲得好评，因此决定將这种偶然所得的调香茶叶加工上市。
另有一說：格雷伯爵依自己喜好將不同茶葉混合，並加入具安神效用的香檸檬油製成此茶。據格雷家族解釋，正山小種本身是利用松針薰香，而倫敦的水質含較多石灰，川宁商行為了凸顯其香味而使用香檸檬油調味。
還有人認為“伯爵茶”名稱乃當時英國茶商的宣傳手法，當時格雷伯爵就任英國首相，茶商便以首相之名來剌激消費者的好奇心與購買慾。
伯爵茶现已是一類调味茶的通称，許多茶商都會生产，甚至有格雷伯爵绿茶（Earl Grey Green）之演變。即使如此，川宁仍被认为是伯爵茶最正宗、品質最佳的生产者。第六代格雷伯爵在商品外包裝上自薦：「川宁歷年來一直調製自己家族的茶。今天我很榮幸此茶以川宁的格雷伯爵茶之名，將家族傳統揚名世界。」（“Twinings has been blending my family tea for many years. Today I am proud that this tradition continues with the tea celebrated throughout the world known as Twinings's Earl Grey Tea.”）

## 調配參考比例
伯爵茶最經典的通用配方為：阿薩姆紅茶 ASSAM (60g)、錫蘭紅茶 CEYLON (60g)、大吉嶺紅茶 DARJEELING (60g)、香檸檬精油 BERGAMOT OIL (1.3c.c)、香檸檬果皮 BERGAMOT PEEL (20g)。

## 圖片集
|  |

## 外部連結
- Tending Toward Tea – an Earl Grey tea review site (Site last updated Sep 2010) （页面存档备份，存于）